# Liste der Kulturdenkmäler in Kirchsahr
In der Liste der Kulturdenkmäler in Kirchsahr sind alle Kulturdenkmäler der rheinland-pfälzischen Ortsgemeinde Kirchsahr einschließlich der Ortsteile Binzenbach, Burgsahr und Hürnig aufgeführt. Im Ortsteil Winnen sind keine Kulturdenkmäler ausgewiesen. Grundlage ist die Denkmalliste des Landes Rheinland-Pfalz (Stand: 12. Juni 2023).

## Einzeldenkmäler
| Bezeichnung                   | Lage                                            | Baujahr                   | Beschreibung                                                                                | Bild                           |
| ----------------------------- | ----------------------------------------------- | ------------------------- | ------------------------------------------------------------------------------------------- | ------------------------------ |
| Hofanlage                     | Binzenbach, Weberstraße 2 Lage                  | 18. oder 19. Jahrhundert  | Hakenhof; Fachwerkhaus, Ständerbau, Backes, 18. oder 19. Jahrhundert                        | weitere Bilder Fotos hochladen |
| Hofanlage                     | Burgsahr, Am Ginsterberg 3 Lage                 | 19. Jahrhundert           | U-förmige Hofanlage; Fachwerkhaus, teilweise massiv, 19. Jahrhundert                        | weitere Bilder Fotos hochladen |
| Burghaus Burgsahr             | Burgsahr, Burgstraße 3 Lage                     | um 1600                   | Bruchsteinbau, Walmdach, um 1600, zwei Fachwerkscheunen, eine bezeichnet 1622; Gesamtanlage | weitere Bilder Fotos hochladen |
| Wegekreuz                     | Hürnig, nordwestlich des Ortes an der K 29 Lage | Ende des 19. Jahrhunderts | Wegekreuz, Gusseisen, Ende des 19. Jahrhunderts                                             | weitere Bilder Fotos hochladen |
| Katholische Kirche St. Martin | Kirchsahr, Kirchweg Lage                        | 1729/30                   | barocker Saalbau, 1729/30, Sakristeianbau von 1769                                          | weitere Bilder Fotos hochladen |
| Friedhofskreuz und Grabkreuze | Kirchsahr, Kirchweg, auf dem Friedhof Lage      | 18. und 19. Jahrhundert   | Friedhofskreuz, Nischentyp, bezeichnet 1806; drei Grabkreuze, 18. und 19. Jahrhundert       | weitere Bilder Fotos hochladen |